# Camilo Vidal
Camilo Vidal (nome artístico de Camilo Custódio Vidal Cavalcante; Fortaleza, 28 de agosto de 1981) é um jornalista, ator, cineasta, roteirista e produtor brasileiro nascido na capital do Ceará.
Ingressou no Cinema em 2005 como protagonista de Centopeia, do diretor Daniell Abrew, o primeiro filme em longa-metragem do gênero ficção-científica do Ceará.

## Filmografia
- 2010 - Qualquer Semelhança é Mera Coincidência[2]
- 2011 - Enquanto a Cidade Dorme[3]
- 2012 - Sobre Cabras, Macacos e Cangaceiros[4]
- 2018 - A Lenda do Cortabunda[5]
- 2018 - Afã[6]
- 2020 - A Invenção da Velhice[7] [8]
- 2022 - Lagamar, Cenário de Vidas[9] [10]